# 诺阿耶站
诺阿耶站是法国东南部城市马赛的一个地铁车站，位于马赛地铁2号线上。

## 站名
"诺阿耶"是附近街区的名称。

## 位置
诺阿耶站位于马赛市中心，属于1区。车站大致呈南北走向，是一个地下车站，有自动扶梯连接地面。
诺阿耶站也是马赛有轨电车1号线的起点站。在1960年以前，诺阿耶站曾为马赛有轨电车总站。

## 设施
诺阿耶站站内设有自动售票机及无障碍设施。

## 站台设置
| 东↑ |      |                            |
|     |      | 热兹站方向←                |
|     | 岛式 |                            |
|     |      | 圣玛格丽特-德罗梅勒站方向→ |
| 西↓ |      |                            |

## 配套交通

### 城市公共交通
| 诺阿耶站附近的公共交通线路 |                    |          |
| 公交车站名称               | 位置               | 停靠线路 |
| 诺阿耶                     | 有轨电车站（地下） |          |
| 诺阿耶                     | 公交车站           |          |
| 麻田街-加里波底站          | 有轨电车站（地面） |          |
| 1.                         |                    |          |

此外，当地铁线路发生故障或施工时，马赛交通局可能提供临时摆渡车。

## 临近车站
| 诺阿耶站（Noailles）           |               |                          |
| 上行车站                       | 线路          | 下行车站                 |
| 圣夏勒站 720m←                 | 马赛地铁2号线 | 圣母山-朱利安街站 → 560m |
| - 本表仅显示运营中的线路及车站 |               |                          |